# Ziziphus rubiginosa
Ziziphus rubiginosa är en brakvedsväxtart som beskrevs av David Geoffrey Long och Rae. Ziziphus rubiginosa ingår i släktet Ziziphus och familjen brakvedsväxter. Inga underarter finns listade i Catalogue of Life.